# Кривошеино (Томская область)
Кривоше́ино — село, административный центр Кривошеинского района Томской области и Кривошеинского сельского поселения, основано в 1826 году.

## География
Село расположено на реке Обь, активно смывающую старую часть села, в 166 км на северо-северо-запад от областного центра г. Томска.

## История
Основано в 1826 г. В 1926 году состояло из 51 хозяйства, основное население — русские.
Упоминается в сводках полицейского департамента Томского уезда как деревня Кривошеина Николаевской волости Томского уезда в 1860 году. Статус села деревня после строительства церкви получила ориентировочно в 1892 г. После изменения русла р. Бровка решением Кривошеинского райисполкома и изменения места её впадения в р. Обь в 1970 г. началось активное размытие левого берега реки и обрушение кривошеинского яра, что вызвало уничтожение здания церкви, по воспоминаниям жителей, в 1972—1973 году.

## Население
| 1920  | 1926  | 1959  | 1970  | 1979  | 1989  | 2002  |
| ----- | ----- | ----- | ----- | ----- | ----- | ----- |
| 201   | ↗220  | ↗5119 | ↗5354 | ↗6182 | ↗6825 | ↘5993 |
| 2010  | 2012  | 2013  | 2014  | 2015  | 2021  |       |
| ↘5469 | ↘5366 | ↘5331 | ↗5348 | ↘5297 | ↘5257 |       |